# 荒尾市議会
荒尾市議会（あらおしぎかい）は、熊本県荒尾市の市議会である。

## 概要
- 定数：18人
- 任期：2019年5月1日 - 2023年4月30日[1]
- 選挙区：市全体を1選挙区とする大選挙区制（単記非移譲式）
- 議長：安田康則（荒尾改革クラブ）[2]
- 副議長：浜崎英利（小岱クラブ）

## 沿革
1950年の国勢調査で荒尾市の人口は5万人を超え法定定数は35人となったが、人件費の節約や全国的な減員傾向、市民負担の軽減等を考慮して、定数は30人とされた。1955年、清里村の一部編入に伴い定数を32人とした。
1986年、市民団体から議員定数削減に関する陳情が出され、議員定数に関する特別委員会を設置。同委員会において、類似都市の状況や荒尾市の財政状況等を調査が実施され、それを踏まえて議論した結果、議員定数の削減が賛成多数で採択された。議員定数条例の一部改正では、4議席を減らし定数28人と改められた（ただし1987年の市議選では30人とした）。
1997年、地元青年会議所を中心に各種7団体から「荒尾市議会議員の定数削減に関する陳情」が提出。これを受けて設置された特別委員会では、賛成多数で陳情が採択されたが、議会においては不採択となった。不採択を受け、再度、同団体からは「定数削減に関する要望書」が提出された。これを受けて1998年には議員発議により、2議席を減らし定数26人とする改正条例案が提出され、可決。1999年の市議選では定数が26人となった。
2004年、議員発議により4議席を減らし定数22人とする改正条例案が出され、可決。2007年の市議選は2議席減の定数24人、2011年の市議選ではさらに2議席減で定数22人に改められた。2005年の議会で可決した条例により定数削減が早められ、2007年の市議選から定数を22人とすることになった。

## 組織

### 常任委員会
- 財務常任委員会
- 市民福祉常任委員会
- 産業建設常任委員会
- 総務文教常任委員会

### 議会運営委員会
議会の運営に関する事項等を所掌。任期は2年。（定数7人）

### 特別委員会
- 議会改革推進特別委員会（定数13人）
- 公営企業等事業再建対策特別委員会（定数7人）

## 会派
| 会派名         | 議席数 | 議員名（◎は代表）                       |
| -------------- | ------ | --------------------------------------- |
| 荒進会         | 1      | ◎前田裕二                               |
| 舞鶴の会       | 1      | ◎鶴田賢了                               |
| 日本共産党     | 1      | ◎北園敏光                               |
| 荒尾改革クラブ | 2      | ◎菰田正也、安田康則                     |
| 創生荒尾の会   | 3      | ◎小田龍雄、古城義郎、菅嶋公尚           |
| 新社会党議員団 | 4      | ◎田中浩治、坂東俊子、木村誠一、谷口繁治 |
| 公明党議員団   | 2      | ◎俣川勝範、中野美智子                   |
| 令和の会       | 1      | ◎石崎勇三                               |
| 小岱クラブ     | 2      | ◎橋本誠剛、浜崎英利                     |
| 瑠璃の会       | 1      | ◎野田ゆみ                               |
| 計             | 18     |                                         |

（2021年6月25日現在）